# Irfan Hadžić
Irfan Hadžić (sinh 15 tháng 6 năm 1993) là một cầu thủ bóng đá Bosna và Hercegovina thi đấu ở vị trí tiền đạo cho Akhisarspor.

## Sự nghiệp câu lạc bộ

### Zlaté Moravce
Ngày 18 tháng 2 năm 2014, Hadžić ký hợp đồng nửa năm với đội bóng Slovakia Zlaté Moravce. Anh ra mắt cho đội bóng ngày 1 tháng 3 năm 2014 trước Senica, vào sân từ băng ghế dự bị thay cho Peter Mazan. Zlaté Moravce thất bại 1–2, mặc dù bàn thắng của Hadžić ở những phút cuối cùng.